# Charles Burroughs
Charles Lindsey Burroughs (Contea di Washington, 3 dicembre 1876 – Parigi, 23 novembre 1902) è stato un velocista statunitense.
Burroughs rappresentò l'Università di Chicago nei tornei intercollegiali di atletica.
Prese parte ai Giochi olimpici di Parigi del 1900 nella gara dei 100 metri piani, in cui fu eliminato nella corsa di ripescaggio.